# Зиро (провинция)
Зиро (фр. Ziro) — одна из 45 провинций Буркина-Фасо. Входит в состав Западно-Центральной области. Административный центр провинции — город Сапуй. Площадь провинции составляет 3129 км².

## Население
По данным на 2013 год численность населения провинции составляла 234 039 человек.
Динамика численности населения провинции по годам:
| 1996    | 1997    | 2005    | 2006    | 2013    |
| ------- | ------- | ------- | ------- | ------- |
| 119 219 | 117 774 | 150 392 | 175 607 | 234 039 |

## Административное деление
В административном отношении подразделяется на 6 департаментов:
- Баката
- Бугнуну
- Кассу
- Дало
- Гао
- Сапуй